# DR-Baureihe 75.62–67
In die Baureihe 75.62–67 reihte die Deutsche Reichsbahn Personenzugtenderlokomotiven verstaatlichter Eisenbahnen mit der Achsfolge 1’C1’ und einem Dienstgewicht von 60 Tonnen (75.62) bis 65 Tonnen (75.66) ein.

## Übersicht (unvollständig)
| DR-Betriebsnummer | urspr. Betriebsnummer oder Herkunft | Bemerkung                 | Anzahl ursprünglich |
| ----------------- | ----------------------------------- | ------------------------- | ------------------- |
| 75 6276–79, 6476  | RE 27–32                            | Bauart Orenstein & Koppel | 6                   |
| 75 6676–78        | HBE 1–3                             | Bauart Hanomag            | 3                   |
| 75 6679–81        | BStB 1II–3II                        | Bauart Borsig             | 4                   |
| 75 6682–87        | Provinzialverband Sachsen           | Bauart Henschel           | 6                   |
| 75 6776–77        | HBE 6II–7II                         | Bauart Borsig             | 2                   |